# Estadio Morelos
Az Estadio Morelos a mexikói Morelia város egyik labdarúgó-stadionja, jelenleg a Monarcas Morelia otthona. Nevét José María Morelos nemzeti hősről, a mexikói függetlenségi háború egyik legjelentősebb alakjáról kapta.

## Története
A hivatalosan Estadio José María Morelos y Pavónnak nevezett, becenevén Coloso del Quinceónak hívott stadion 1989. április 9-én nyitotta meg kapuit. Az első mérkőzésen a házigazda Morelia 2–1-re verte a fővárosi Américát, az első gólt Juan Ángel Bustos lőtte.
2011-ben ebben a stadionban rendezték az U17-es labdarúgó-világbajnokság több mérkőzését is.

## Az épület
A 35 000 fő befogadóképességű épület beléptetőrendszere vonalkódolvasókkal működik. A nagyobb biztonság érdekében nem csak fegyverként használható tárgyakat, de még labdákat vagy ételt, italt sem szabad bevinni.